# Эванс, Уильям Сэнфорд
Уи́льям Сэ́нфорд Э́ванс (англ. William Sanford Evans; 18 декабря 1869 года, Спенсервилл— 27 июня 1949 года) — канадский политик из Манитобы. Мэр Виннипега (1909—1911). Лидер Консервативной партии Манитобы (1933—1936).

## Биография
Родился в Спенсервилле, Онтарио, в семье преподобного Дж. С. Эванса и его супруги Мэри Джейн Во. Окончил Collegiate institute (среднюю школу с усложнённой программой и повышенными требованиями к поступлению) в Гамильтоне, Онтарио. Высшее образование получил в Университете Виктории (одном из колледжей Торонтского университета) и в Колумбийском университете.
Переехав в Манитобу, начал принимать активное участие в деловой и общественной жизни своей новой провинции. В 1901 году им была приобретена газета Winnipeg Telegram, в то время — одна из наиболее популярных газет Виннипега. Эванс был главным редактором Winnipeg Telegram до 1905 года, после чего ушёл с этого поста, оставшись владельцем газеты. Также в эти годы им была написана книга о канадском империализме во время Англо-бурской войны.
В 1920 году он продал Winnipeg Telegram, после чего стал соучредителем издательской фирмы, специализировавшейся на новостях в области зерновой промышленности.
В 1904 году Эванс впервые попробовал свои силы в политике, став кандидатом на федеральных выборах в избирательном округе Виннипег от Консервативной партии, однако проиграл либералу Дэвиду Болу. В 1909 году он был избран мэром Виннипега, занимал эту должность до 1911 года.
В 1922 году Эванс был избран одним из десяти депутатов Законодательного собрания Манитобы от многомандатного избирательного округа Виннипег (занял четвёртое место по числу полученных голосов). В 1927 году (третье место по числу голосов) и 1932 году (первое место по числу голосов) был переизбран. В 1931 году, будучи депутатом манитобского заксобрания, он был назначен премьером Британской Колумбии Саймоном Фрейзером Толми главой комиссии по делам плодоводческих кооперативов. В своём отчете комиссия Эванса рекомендовала прекратить государственное регулирование плодоводства в Британской Колумбии и вернуться к свободной конкуренции; многие представители отрасли выступили против этого.
В 1933 году Эванс сменил Фосетта Тейлора на посту лидера Консервативной партии Манитобы. Он руководил партией три года, после чего ушёл из политики, не став выдвигать свою кандидатуру на новых выборах лидера и на новых парламентских выборах в 1936 году. На посту лидера партии его сменил Эррик Уиллис.
После ухода из политики Эванс продолжил публиковать новости зерновой промышленности после своего ухода из парламента. Также Уильям Эванс был президентом первого в истории Канадского клуба в Гамильтоне, а затем стал основателем и первым президентом Канадского клуба в Виннипеге .В 1949 году он скончался.

## Семья
В 1900 году Уильям Эванс женился на известной манитобской пианистке Ирен Герни.
Их сын Герни Эванс был депутатом Законодательного собрания Манитобы и министром в правительствах Дафферина Роблина и Уолтера Вира.
Брат Уильяма, Гарри Маршалл Эрскин Эванс занимал в 1917—1918 годах пост мэра Эдмонтона, Альберта.